# Juliana Bendová
Juliana Bendová, roz. Trojánková (19. listopadu 1898 Roztoky u Prahy – 29. listopadu 1986 Praha) byla česká esperantistka a bahaistka, propagující toto učení s Vukem Echtnerem, za což byli oba pronásledováni.
S účením bahá'í se seznámili počátkem roku 1926, když do Prahy přijela Martha Root ze San Franciska, aby zde toto učení propagovala. Když se ukázalo, že tlumočník nerozumí jejímu sanfranciskému nářečí a výslovnosti, rozhodla se Martha Root přednášet v esperantu a Juliana Bendová její slova přeložila. Vuk Echtner pak vydal tiskem esperantskou přednášku Marthy Root o bahajských vědeckých důkazech života po smrti, kterou si připravila pro světový kongres esperanta v roce 1927 v Danzigu (dnešní Gdaňsk), kterou tam také osobně přednesla.
Po druhé světové válce s Vukem Echtnerem pokračovala v propagaci bahá'í, které chápala jako mírové hnutí, snažící se sjednotit lidi různého smýšlení. Když požádali o registraci své činnosti, byli oba zatčeni a materiály jim byly zabaveny jako nepřátelské socialismu, Sovětského svazu a marxismu-leninismu a tedy podvracející republiku.
V dochovaných zápiscích psaných střídavě česky a esperantsky J. Bendová líčí své zatčení a převážení z jedné vazební věznice do druhé, ponižování, setkání s dalšími nešťastníky. Nakonec byla zavřena do blázince, odkud ji teprve lékař propustil domů. Od 9. července do 27. září 1958 strávila ve vězení 11 týdnů. Vuk Echtner, který byl považován za hlavního viníka, se vrátil až po 22 měsících.
Oba pokračovali v práci pro esperanto a pro nevidomé, ale činnost pro bahá'í ukončili. Dnes je mezinárodní společenství bahá'í považuje za průkopníky tohoto učení v Československu a shromažďuje informace o jejich práci.